# Leucania nigrilinea
Leucania nigrilinea là một loài bướm đêm trong họ Noctuidae.